# Nashwa Mustafa
Nashwa Mustafa (El Cairo, Egipto; 15 de octubre de 1968) es una actriz egipcia. Es más conocida por sus papeles en las películas El-Rehla, El-Farah y Mahmoud the Egyption.

## Biografía
Mustafa nació el 15 de octubre de 1968 en El Cairo, Egipto.
Está casada con Mohammed Emad, quien vivió en Estados Unidos durante un largo período de tiempo. Sin embargo regresó a Egipto para tener una boda religiosa según su tradición. Se casaron en 1993 y tienen dos hijos, Maryam y Abdulrahman. Su hijo Abdulrahman se casó en julio de 2019.

## Carrera
Comenzó su carrera televisiva en 1991 con la serie Conscience of Teacher Hikmat, interpretando el papel de 'Abeer' en la serie. Luego, en 1999, hizo su debut cinematográfico con la película El-Farah. En 2001, actuó en la popular película de comedia de aventuras egipcia Africano, dando vida al personaje de 'Zainab'. La película se estrenó el 11 de julio de 2001 en Egipto.
En 2013, presentó el programa de televisión Cash Taxi, la versión egipcia del programa de juegos internacional británico Cash Cab. El programa fue transmitido por MBC Masr.
En 2017 participó en el programa de televisión Three in One. En 2018, produjo la obra de teatro Selfie Ma'a el-Mot, que se presentó por primera vez en Miami Theatre. Anteriormente, la obra se llamaba Selfie Ma'a Sayedna, pero luego cambió debido a las obligaciones del Departamento de Control de Medios.

## Filmografía
| Año  | Título                          | Rol      | Tipo                |
| ---- | ------------------------------- | -------- | ------------------- |
| 1991 | Conscience of Teacher Hikmat    | Abeer    | serie de televisión |
| 1992 | Al Helmeya Nights               | Nahed    | serie de televisión |
| 1997 | Zeezinya                        | Rezqa    | serie de televisión |
| 1998 | Nahnou La Nazraa Al Shawk       | Kawthar  | serie de televisión |
| 1999 | El-Farah                        | Madiha   | Película            |
| 2000 | Film sakafi                     | Esmat    | Película            |
| 2001 | Africano                        | Zainab   | Película            |
| 2001 | El-Rehla                        |          | Película            |
| 2002 | El ragol el abiad el motawasset | Oufa     | Película            |
| 2002 | El-Limby                        |          | Película            |
| 2002 | Thieves in KG2                  | Etidal   | Película            |
| 2003 | Mido mashakel                   | Nahed    | Película            |
| 2003 | Malak rohi                      | Salwa    | serie de televisión |
| 2003 | Awlad Al Akaber                 |          | serie de televisión |
| 2004 | Mahmoud the Egyption            | Fatima   | serie de televisión |
| 2005 | Sayed el atifi                  | Barbie   | Película            |
| 2007 | Rash Boy Dreams                 | Haiam    | Película            |
| 2008 | Shebh Monharef                  |          | Película            |
| 2012 | Majmuat Insan                   |          | serie de televisión |
| 2014 | Alekhwa                         | Najwa    | serie de televisión |
| 2018 | El Shreet el Ahmr               | Karawana | serie de televisión |
| 2020 | Shaw-Ming                       |          | Película            |